# Рядовой Борисов
«Рядово́й Бори́сов» — песня-монолог на военную тему В. С. Высоцкого 1969 года. Иногда в название добавляют восклицательный знак, многоточие или и то и другое, например: «Рядовой Борисов!…»

## Сюжет
Повествование ведётся от лица Борисова, нёсшего службу часового и воспользовавшегося положением Устава гарнизонной и караульной службы о том, что «часовой во время несения службы является неприкосновенным лицом» и имеет право открывать огонь на поражение. Изложение общения со следователем после этого и даёт общую канву песни.
Среди песен Высоцкого на военную тему одна — «Рядовой Борисов» (1969) — стоит особняком и при перечислении в их ряду никогда не упоминается. Возможно, это оттого, что из текста не ясно, в какое время — мирное или военное — происходит действие. Так или иначе, но это сочинение сравнительно редко попадает в поле зрения исследователей. Однако опубликованы и две работы, посвященные непосредственно этой песне. Это главы в ... книге А. В. Скобелева и С. М. Шаулова «Владимир Высоцкий: мир и слово», а также в учебном пособии Г. А. Шпилевой — «О роли повторов в стихотворении В. С. Высоцкого «Рядовой Борисов!».

## Критика
Критик Крылов А. Е. в своей статье: «Рядовой Борисов и рядовой Банников (А. Грин и Высоцкий)» проводит параллель между событиями, отражёнными в настоящей песне В. С. Высоцкого и сюжетом рассказа «История одного убийства» Александра Грина, написанного «за шесть десятков лет» до песни.

Профессор кафедры литературно-художественной критики и публицистики факультета журналистики МГУ, академик Академии русской современной словесности Владимир Иванович Новиков считает, что события складывались так:
«… потом они вместе с дружком попали в одну армейскую часть, и Борисов всё ждал минуты, чтобы свести счёты».
А. Е. Крылов отмечает сходство окончания повествований у Грина и Высоцкого:
…наконец, главное, на наш взгляд. Последние слова Банникова, которые мы узнаем из рассказа Грина, были произнесены в ночную пустоту: «А я почем знаю, кто он такой есть? Я по правилу. Я правильно!» Те же аргументы — «Был туман — узнать не мог...», «По уставу — правильно стрелял», — через шесть десятков лет становятся лейтмотивом песни Высоцкого.

## Кавер-версии
Песня исполнена Григорием Лепсом в рамках его проекта «Честь имею!» на песни Владимира Высоцкого.